# Verrasundet
Verrasundet er en 22 km lang fjordarm af Trondheimsfjorden som strækker sig mod sydvest fra Beitstadfjorden i kommunerne Verran og Mosvik i Trøndelag fylke i Norge. 
Fjorden har indløb mellem Skjelstad i vest og Finnsvika i øst. Verrastranda ligger på vestsiden lige indenfor indløbet. En række fabrikker ligger langs vestsiden af fjorden, som Bolmset, Stavrem og Vølset. Syd for Vølset, på den modsatte  side af fjorden ligger Hindberg. Omtrent halvvejs ind i fjorden stikker Hovdklumpen ud i fjorden fra østsiden. Fjorden er her på det smalleste, ca. 200 meter, og sundet forbi næsset bliver kaldt Trongstundet. Inderst i fjorden ligger byen Verrabotn.
Riksvej 720 går langs hele vestsiden af fjorden, mens Fv191 går langs dele af østsiden. 